# Monistrol de Montserrat
Monistrol de Montserrat é um município da Espanha na comarca de Bages, província de Barcelona, comunidade autónoma da Catalunha. Tem 11,77 km² de área e em 2021 tinha 3 178 habitantes (densidade: 270 hab./km²).
Monistrol é o diminutivo catalão para "monestir" ("mosteiro"). É uma referência ao Mosteiro de Montserrat, que se situa no município.

## Demografia
| Variação demográfica do município entre 1991 e 2004 | Variação demográfica do município entre 1991 e 2004 | Variação demográfica do município entre 1991 e 2004 | Variação demográfica do município entre 1991 e 2004 |
| --------------------------------------------------- | --------------------------------------------------- | --------------------------------------------------- | --------------------------------------------------- |
| 1991                                                | 1996                                                | 2001                                                | 2004                                                |
| 2 514                                               | 2 508                                               | 2 521                                               | 2 654                                               |